# Psychilis
Psychilis là một chi thực vật có hoa trong họ, Orchidaceae. It consists of about 15 species đặc hữu của the Caribbean Archipelago.